# Paolo Mascagni
Pour les articles homonymes, voir Mascagni.
Paolo Mascagni (né le 25 janvier 1755 à Pomarance, dans la province de Pise en Toscane  - mort à Chiusdino, le 19 octobre 1815) est un médecin italien de la seconde moitié du XVIIIe et du début du XIXe siècle.

## Biographie
Fils d'Aurelio Mascagni et d'Elisabetta Burroni, Paolo Mascagni naît dans l'une des plus anciennes familles de Chiusdino.
Il approfondit ses études de sciences à Sienne, avec Pietro Tabarrani pour l'anatomie et est licencié en philosophie et médecine en 1778.
Outre sa prédilection pour les études médicales, il s'intéresse aussi aux sciences naturelles, comme en témoignent quelques études de jeunesse sur les lagunes près de Sienne et de Volterra. Après un an d'études universitaires, il est nommé lecteur suppléant de Tabarrini et ensuite, après l'accomplissement de ses études, lecteur ordinaire en 1780.
En 1798, il devient président de l'Accademia dei Fisiocritici de Sienne.
Pendant l'occupation française de la Toscane, il embrasse la cause jacobine, mais ceci lui impose une détention politique pour sept mois pendant la Restauration. Le 22 octobre 1801 le roi d'Étrurie Louis Ier casse de son propre chef (motu proprio) la détention de Mascagni en le nommant professeur d'anatomie à l'université de Pise, et en lui imposant, deux fois la semaine, de donner des leçons à Florence, auprès de l'Ospedale di Santa Maria Nuova.
Marie-Louise d'Étrurie l'institue professeur ordinaire près de l'université de Florence.
Il meurt le 19 octobre 1815 pendant un séjour à sa villa de Castelletto près de Chiusdino, dans la province de Sienne, pays originaire de sa famille et où il séjournait fréquemment.

## Hommage
- Une statue le commémore dans une des niches du piazzale des Offices

## Sources
- (it) Cet article est partiellement ou en totalité issu de l’article de Wikipédia en italien intitulé « Paolo Mascagni » (voir la liste des auteurs).